# Souvans
Souvans é uma comuna francesa na região administrativa de Borgonha-Franco-Condado, no departamento de Jura. Estende-se por uma área de 19,66 km². Em 2010 a comuna tinha 485 habitantes (densidade: 24,7 hab./km²).